# Wimbledon 1932
De 52e editie van het Britse grandslamtoernooi, Wimbledon 1932, werd gehouden van maandag 20 juni tot en met zaterdag 2 juli 1932. Voor de vrouwen was het de 45e editie van het Britse graskampioenschap. Het toernooi werd gespeeld bij de All England Lawn Tennis and Croquet Club in de wijk Wimbledon van de Britse hoofdstad Londen.
De Amerikaan Ellsworth Vines won de titel.
De Amerikaanse Helen Wills Moody won haar vijfde titel.
Op de enige zondag tijdens het toernooi (Middle Sunday) werd traditioneel niet gespeeld.

## Belangrijkste uitslagen
Mannenenkelspel

Finale: Ellsworth Vines (Verenigde Staten) won van Bunny Austin (Verenigd Koninkrijk) met 6–4, 6–2, 6–0 
Vrouwenenkelspel

Finale: Helen Wills Moody (Verenigde Staten) won van Helen Jacobs (Verenigde Staten) met 6–3, 6–1 
Mannendubbelspel

Finale: Jean Borotra (Frankrijk) en Jacques Brugnon (Frankrijk) wonnen van Pat Hughes (Verenigd Koninkrijk) en Fred Perry (Verenigd Koninkrijk) met 6–0, 4–6, 3–6, 7–5, 7–5 
Vrouwendubbelspel

Finale: Doris Metaxa (Frankrijk) en Josane Sigart (België) wonnen van Helen Jacobs (Verenigde Staten) en Elizabeth Ryan (Verenigde Staten) met 6–4, 6–3  
Gemengd dubbelspel

Finale: Elizabeth Ryan (Verenigde Staten) en  Enrique Maier (Spanje) wonnen van Josane Sigart (België) en Harry Hopman (Australië) met 7–5, 6–2 
Een juniorentoernooi werd voor het eerst in 1947 gespeeld.